# Renia phalerosalis
Renia phalerosalis är en fjärilsart som beskrevs av Walker 1859. Renia phalerosalis ingår i släktet Renia och familjen nattflyn. Inga underarter finns listade.